# 丸保山古墳
丸保山古墳（羅馬化：Maruhoyama Kofun）是位於日本大阪府堺市堺區北丸保園內的一座前方後圓墳。這座古墳是百舌鳥古墳群中的一部分，並被視為與大仙陵古墳（即仁德天皇陵）相關的陪葬墳。這座古墳已被指定為國之史跡，其也在2019年（令和元年）7月6日被列入世界文化遺產的百舌鳥和古市古墳群：古日本墓葬群之重要組成資產。

## 概述

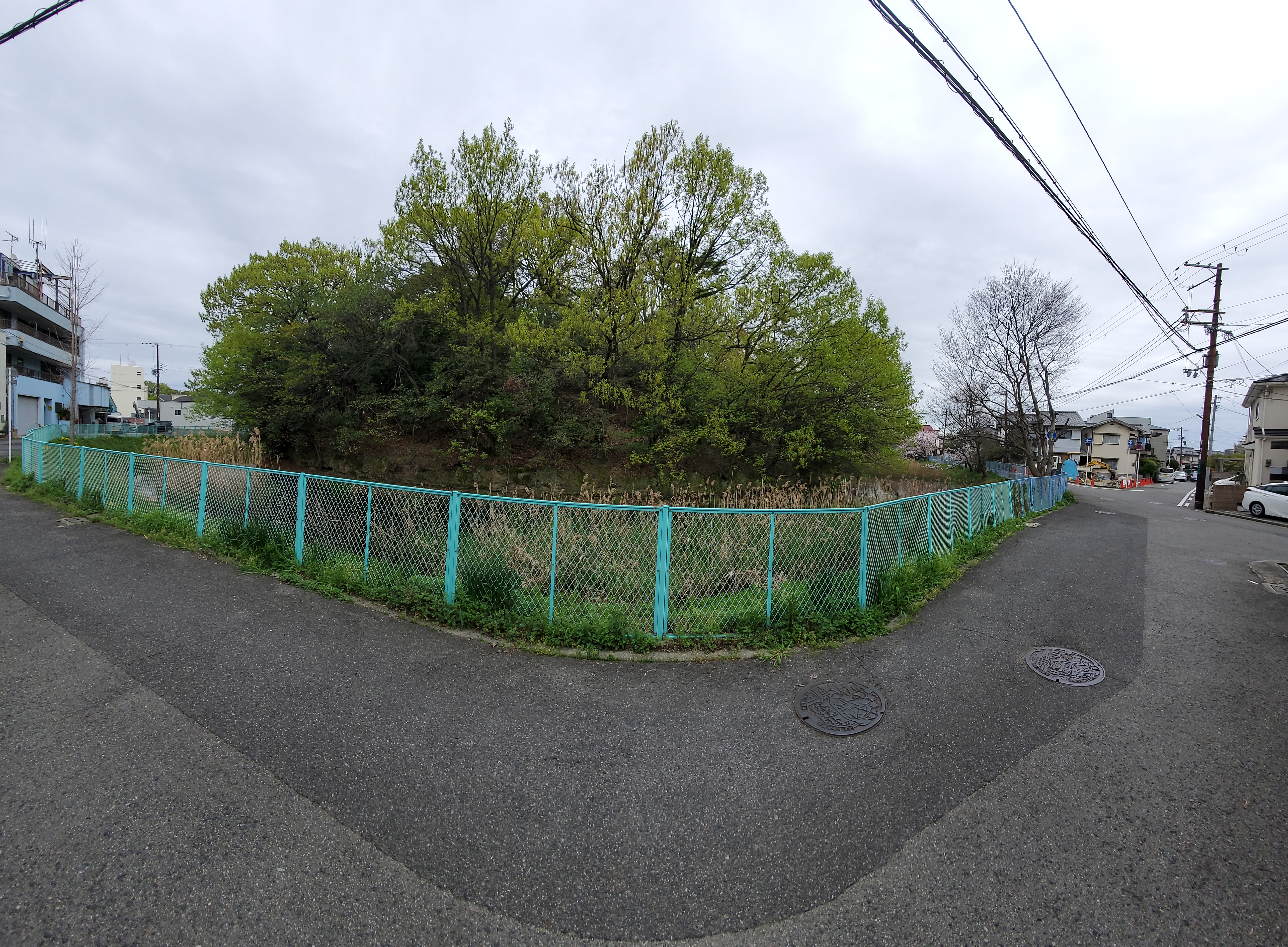
丸保山古墳全景圖

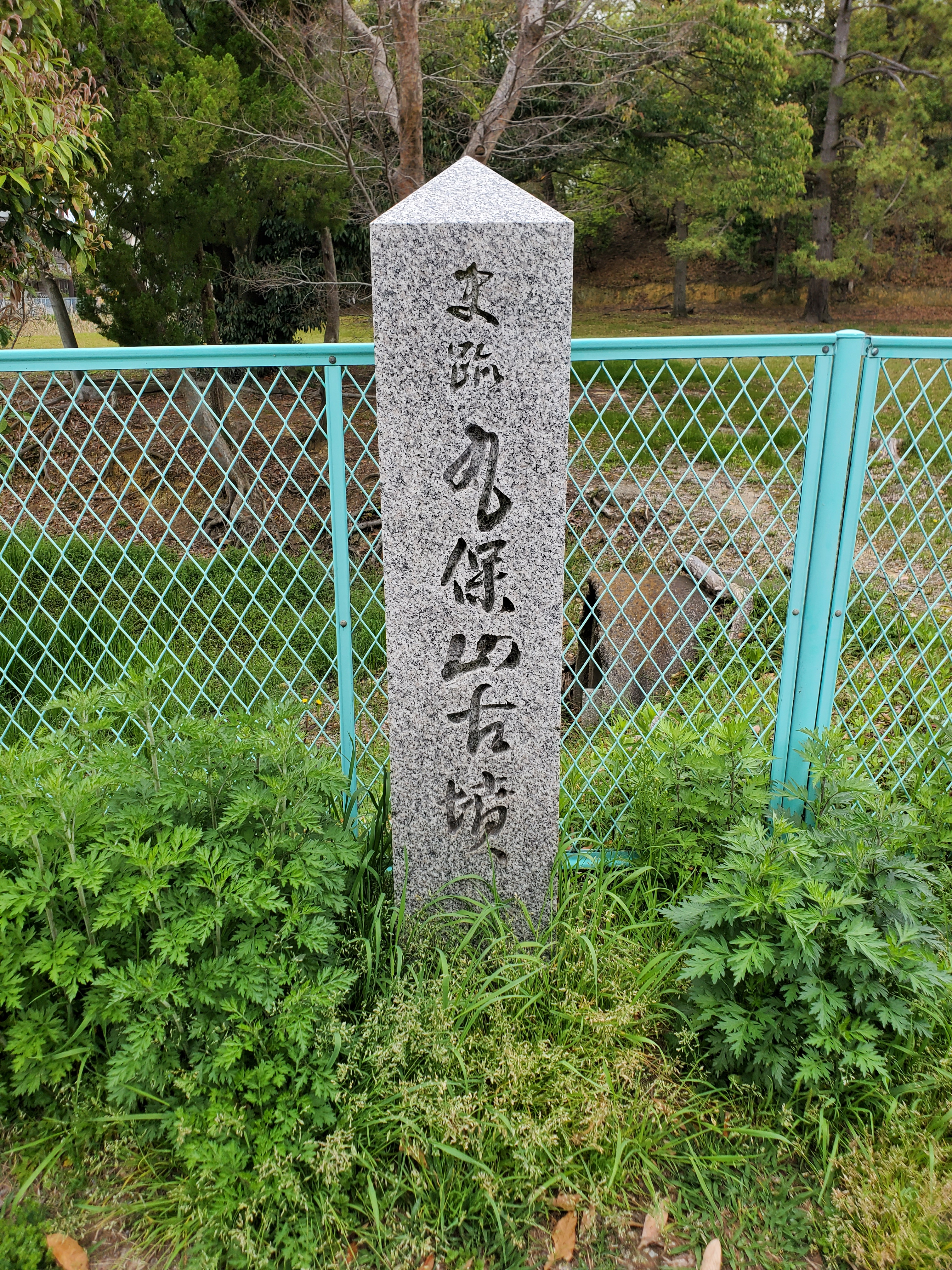
丸保山古墳指示碑

丸保山古墳位於大仙陵古墳外濠西側，其屬於前方後圓墳，並且是百舌鳥古墳群中規模最大的扇貝形古墳。這座古墳不僅與大仙陵古墳的主軸方向一致，在其西側是圓形的菰山塚古墳，而南側曾有古墳形狀的高地，皆被認為是大仙陵古墳的陪塚。古墳的後圓部高達9.8米，直徑60米，而前方部則寬40米，高2.7米。儘管前方部在1955年（昭和30年）的開墾活動中被削平，但後圓部仍保留著兩層結構和周濠。根據出土的圓筒埴輪片推測，這座古墳建於5世紀後半。目前，後圓部由宮內廳管理，前方部和周濠則由堺市負責維護。
1972年（昭和47年）7月25日，丸保山古墳被指定為國之史跡。2019年（令和元年）7月6日被列入世界文化遺產的百舌鳥和古市古墳群：古日本墓葬群之重要組成資產。